# Pseudopyrausta marginalis
Pseudopyrausta marginalis là một loài bướm đêm trong họ Crambidae.